# Monosyntaxis trimaculata
Monosyntaxis trimaculata är en fjärilsart som beskrevs av George Francis Hampson 1900. Monosyntaxis trimaculata ingår i släktet Monosyntaxis och familjen björnspinnare. Inga underarter finns listade i Catalogue of Life.